# КК Беобанка
КК Беобанка је био кошаркашки клуб из Београда. Такмичио се у Првој лиги СР Југославије од 1995. до 2000. године. Своје утакмице су играли у Хали спортова а тренер им је био Дарко Русо.

## Историја
Клуб је основан 1995. године а највећи успех им је финале Купа СР Југославије 1998. где су поражени од Будућности. Такође су учествовали у европским такмичењима - Купу Радивоја Кораћа (сез. 1996/97. и 1998/99) и Еврокупу (сез. 1997/98). Клуб је 2000. године расформиран а његово место је заузела Војводина Србијагас.

## Познатији играчи
- Петар Божић
- Зоран Стевановић
- Лука Павићевић
- Млађан Шилобад
- Александар Глинтић
- Владимир Кузмановић
- Горан Ћакић
- Оливер Поповић
- Војкан Бенчић